# 1725 az irodalomban

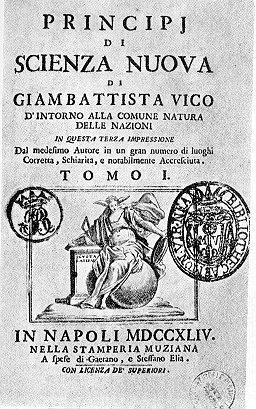
A Scienza nuova címlapja (1744. évi kiadás)

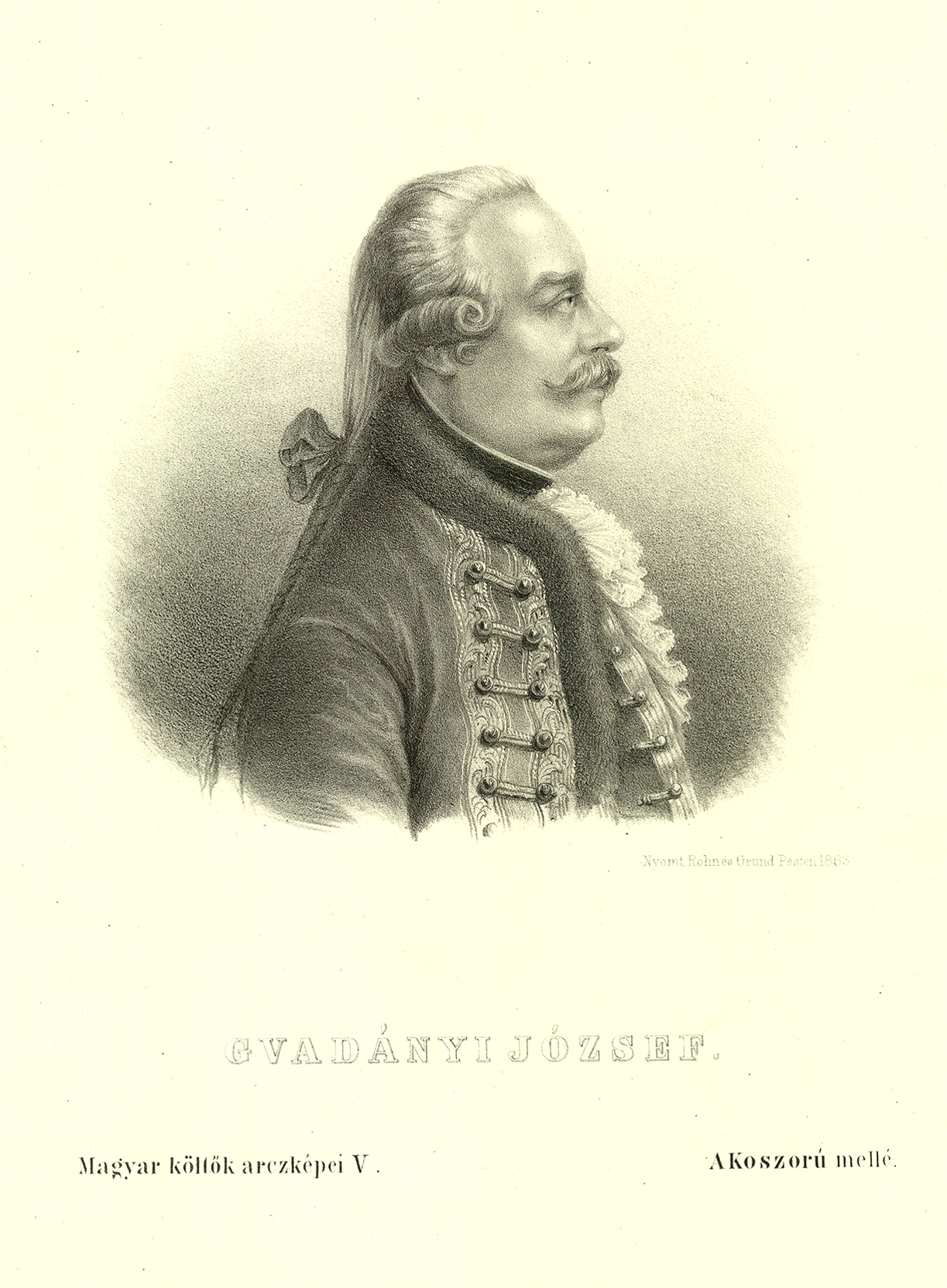
Gvadányi József

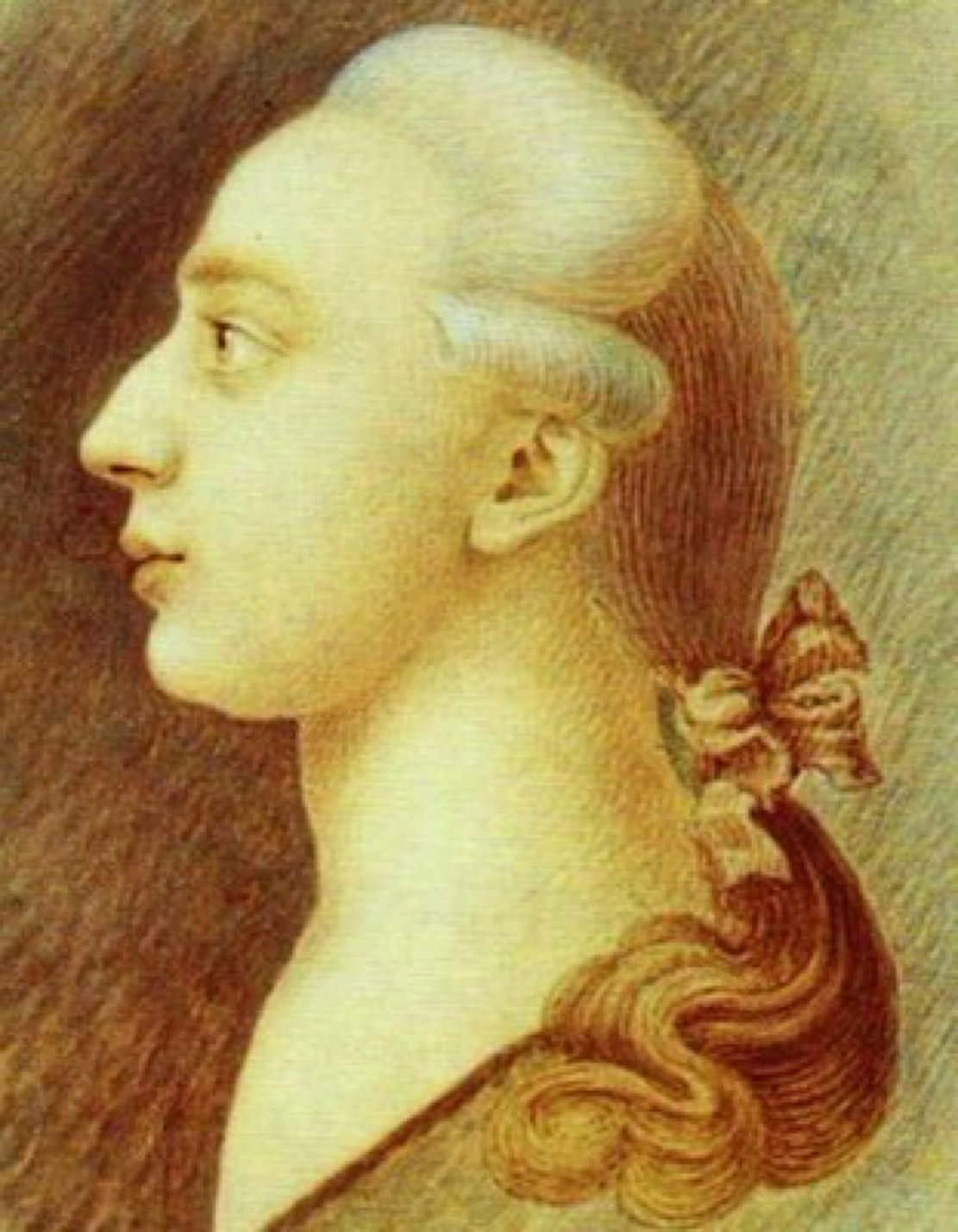
Giacomo Casanova

Az 1725. év az irodalomban.

## Új művek
- Megjelenik Giambattista Vico olasz filozófus munkája: Scienza nuova  (Új tudomány), mely „korának történetfilozófiai, költészetelméleti és -történeti szintézisét adja.”[1]
- Francis Hutcheson brit filozófus esztétikai értekezése: An Inquiry into the Original of Our Ideas of Beauty and Virtue (A szépségről és az erényről alkotott fogalmaink eredetének vizsgálata).
- Allan Ramsay skót szerző The Gentle Shepherd (Az illedelmes pásztor) című pásztorjátéka.

### Fordítások
- Alexander Pope angolra fordítja és közreadja az Odüsszeiát (1725–1726).

## Születések
- március 22. – Ignacy Nagurczewski lengyel költő, műfordító, irodalomtörténész; klasszikus szerzők, többek között Homérosz Iliaszának fordítója († 1811)
- április 2. – Giacomo Casanova velencei kalandor, író; fő művét, francia nyelven írt Emlékiratait csak jóval halála után adták ki († 1798)
- október 16. – Gvadányi József generális, író († 1801)

## Halálozások
- január 6. – Csikamacu Monzaemon japán drámaíró, bunraku- és kabuki-darabok szerzője (* 1653)
- 1725 – Sulhan-Szaba Orbeliani grúz herceg, író, fordító, szótárszerkesztő (* 1658)